# Bučina (Železné hory, 534 m)
Bučina je vrchol v České republice ležící v Železných horách.

## Geomorfologické zařazení
Vrch Bučina náleží do geomorfologické oblasti Českomoravská vrchovina, celku Železné hory, podcelku Sečská vrchovina a okrsku Prachovická vrchovina.

## Poloha
Bučina se nachází asi jeden kilometr jihozápadně od města Seče na levém břehu stejnojmenné vodní nádrže na jejíž ploše vytváří s protějším vrchem Olšina jakési úzké hrdlo. Jedná se o plochý vrchol, který po zatopení přilehlého údolí vodní nádrží postrádá svah s výraznějším převýšením. Pozvolné svahy klesají do sedel s nadmořskou výškou okolo 480 metrů. Pouze v prostoru břehu nádrže se nacházejí nevelká skaliska. Vrch se nachází na území CHKO Železné hory.

## Vodstvo
Východní část vrchu spadá do povodí Chrudimky, která tudy ve formě vodní nádrže protéká. Západní část pak do povodí Doubravy resp. Počáteckého potoka, který má jihozápadně od vrcholu svůj pramen. Zajímavostí je, že pod svahem Bučiny se nachází tzv. náčepní loket, ve kterém došlo k tzv. pirátství vodních toků. Řeka Chrudimka dříve obtékala vrch ze západu a pokračovala údolím Počáteckého potoka, následně Zlatého potoka a nakonec byla přítokem Doubravy. Její tok ale byl stržen pod východní svah jiným vodním tokem, jehož pramen proerodoval až k původnímu toku Chrudimky a odvedl jej do dnešního řečiště směřujícímu ke Slatiňanům.

## Vegetace a zástavba
Vrcholová část a celý východní svah je souvisle zalesněn. Pod hranicí lesa na západní straně se nachází rozsáhlá chatová osada.

## Komunikace
Lesním porostem jsou vedeny pouze pěšiny, v západním svahu se nacházejí komunikace obsluhující chatovou oblast. Severozápadně od vrcholu je vedena žlutě značená turistická trasa 7343 spojující Seč s Třemošnicí, východně od vrcholu je na břehu nádrže ukončena modře značená trasa 1917 z Heřmanova Městce.